# Bierzglinek
 (avril 2023).
Si vous disposez d'ouvrages ou d'articles de référence ou si vous connaissez des sites web de qualité traitant du thème abordé ici, merci de compléter l'article en donnant les références utiles à sa vérifiabilité et en les liant à la section « Notes et références ».
Bierzglinek (prononciation : [bjɛʐˈɡlinɛk], en allemand : Burgdorf) est un village polonais de la gmina de Września dans le powiat de Września de la voïvodie de Grande-Pologne dans le centre-ouest de la Pologne.
Il se situe à environ 4 kilomètres au sud de Września (siège administratif de la gmina et du powiat) et à 46 kilomètres à l'est de Poznań (capitale régionale).
Le village possède une population de 960 habitants en 2006.

## Histoire
De 1975 à 1998, le village fait partie du territoire de la voïvodie de Poznań.
Depuis 1999, Bierzglinek est situé dans la voïvodie de Grande-Pologne.